# Grand Canyon
Der Grand Canyon [grænd ˈkænjən] ist eine steile, etwa 450 Kilometer lange Schlucht im Norden des US-Bundesstaats Arizona, die über Jahrmillionen vom Colorado River ins Gestein des Colorado-Plateaus gegraben wurde.
Der Canyon zählt zu den großen Naturwundern auf der Erde, 2018 wurde er von über sechs Millionen Menschen besucht. Er liegt größtenteils im Grand-Canyon-Nationalpark, der seit 1979 zum Weltnaturerbe in den Vereinigten Staaten gehört.

## Geographie
Der Grand Canyon erstreckt sich von Nordosten nach Westen im Norden Arizonas. Er trennt den Nordwesten des Bundesstaates, den sogenannten Arizona Strip, vom Rest Arizonas. Über den eigentlichen Grand Canyon gibt es keine Brücken, Süd- und Nordufer des Colorados sind auf Straßen nur östlich des Nationalparks bei Lees Ferry und Page oder rund 400 km weiter im Westen über Nevada am Hoover Dam verbunden. Der Südrand ist von Flagstaff zugänglich, der Nordrand und der Arizona Strip sind kaum besiedelt, die nächstgelegene Stadt ist St. George im benachbarten Utah.
Der Grand Canyon ist etwa 450 km lang (davon liegen 350 km innerhalb des Nationalparks), zwischen 6 und 30 km breit und bis zu 1800 m tief. Der Name Grand Canyon für „groß“ bzw. „großartig“ wurde 1869 von John Wesley Powell geprägt. Vorher waren verschiedene Bezeichnungen im Umlauf.
Das Gebiet um das Tal wird in drei Regionen aufgeteilt: den Südrand (South Rim), der die meisten Besucher anzieht, den im Durchschnitt ca. 300 m höher gelegenen und kühleren Nordrand (North Rim) und die Innere Schlucht (Inner Canyon). Der Südrand des Grand Canyons liegt im Durchschnitt auf 2100 m ü. M., während der Colorado im Durchschnitt auf 750 m ü. M. fließt.
Flussaufwärts, im südlichen Utah liegen andere große Schluchten des Colorado. Der Glen Canyon, der seit 1964 im Stausee des Lake Powell versunken ist, galt landschaftlich als besonders schön. Weiter im Nordosten liegt der Canyonlands-Nationalpark. Flussabwärts, in der Nähe von Las Vegas, liegt der Stausee Lake Mead am Hoover Dam.

## Geschichte

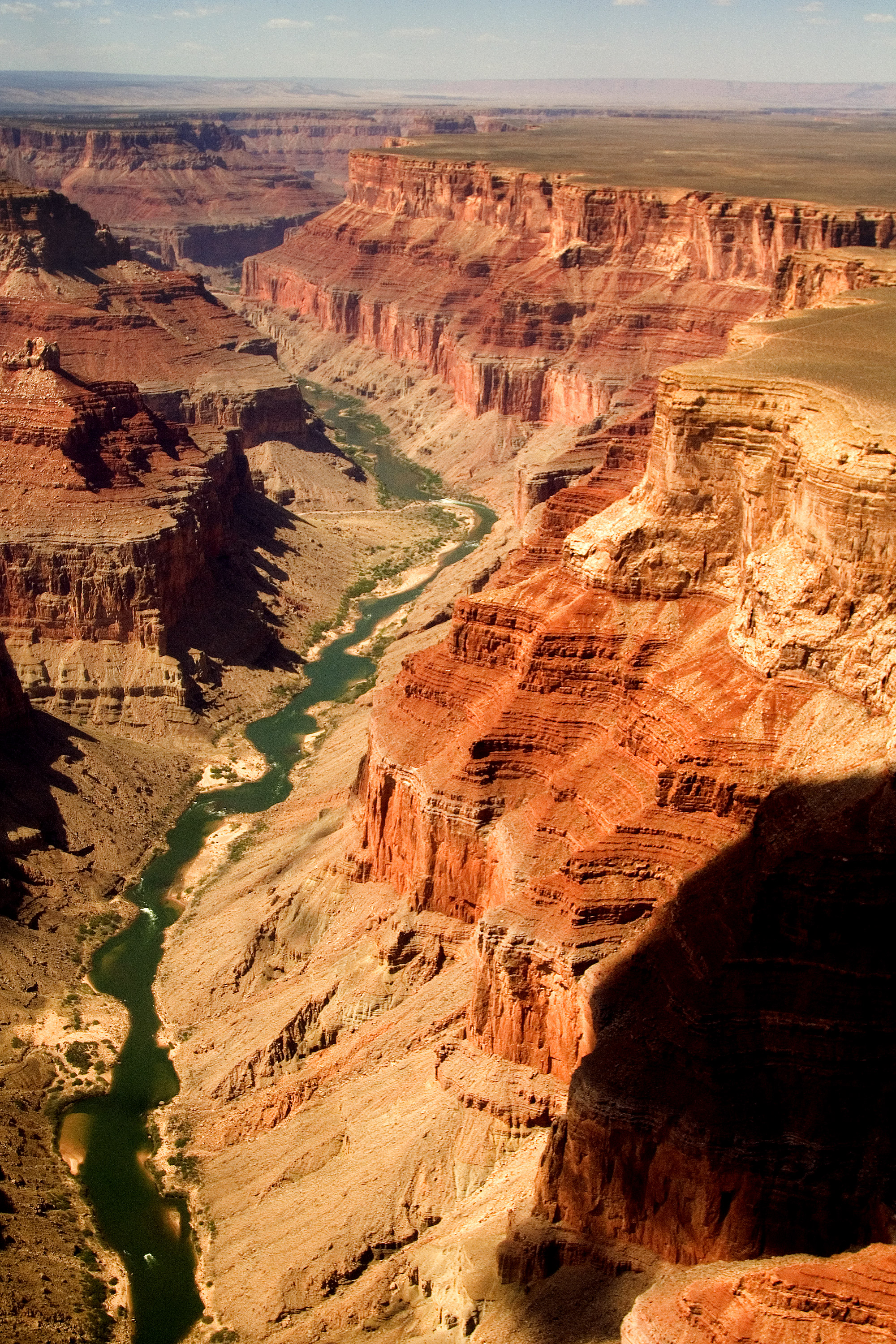
Der Colorado River – durchschnittlich 100 m breit, während gegenüberliegende Randplateaus mehr als 20 km weit auseinander liegen können

### Besiedlung durch Indianer
Bereits vor über 3000 Jahren lebten Menschen im Bereich des Grand Canyon. Die Desert Culture genannten Indianer waren Jäger und Sammler, die Körbe und Sandalen herstellen konnten und mit Speerspitzen aus Stein auf die Jagd gingen.
Vor etwa 2000 Jahren besiedelten die als Anasazi bekannten Völker das Gebiet. Sie wohnten in Lehmhütten und bauten ihre Behausungen in die Wände der Schlucht. Sie lebten von der Landwirtschaft und hinterließen viele Felszeichnungen. Im 12. Jahrhundert setzte eine etwa 3 Jahrhunderte andauernde Dürreperiode ein und die Anasazi verließen ihre Heimat.
Die ebenfalls zur Pueblo-Kultur gehörenden Hopi sind ihre Nachfahren und lebten wie andere Indianerstämme in jüngerer Vergangenheit in der Gegend. Noch heute wohnen einige Havasupai-Indianer im Canyon.

### Erforschung durch Spanier und Amerikaner
Der Grand Canyon wurde durch García López de Cárdenas aus Spanien erstmals von einem Europäer gesichtet, der im Auftrag des Eroberers Francisco Vásquez de Coronado auf der Suche nach den sagenumwobenen Sieben Städten von Cibola war. Er kam im September 1540 mit einer Gruppe spanischer Soldaten und mit Führern der Hopi-Indianer am Südrand der Schlucht an. Drei Soldaten stiegen in die Schlucht, kehrten aber nach etwa einem Drittel des Weges aus Wassermangel um. Der Grand Canyon wurde als wertlos eingestuft und über 200 Jahre von keinem Europäer mehr besucht.
Im Jahr 1776 kamen zwei spanische Priester bei der Erforschung des südlichen Utah am Nordrand des Canyon entlang. Sie waren auf der Suche nach einem Weg von Santa Fe (New Mexico) nach Kalifornien.
In den 1850er Jahren schickte der Mormone Brigham Young die ersten Siedler in das Gebiet, mit dem Ziel, eine einfache Möglichkeit zur Flussüberquerung zu finden. Nachdem die Siedler gute Beziehungen zu den einheimischen Indianern geknüpft hatten, wurden zwei Orte zur Überquerung des Flusses entdeckt, Lee’s Ferry und Pierce Ferry.

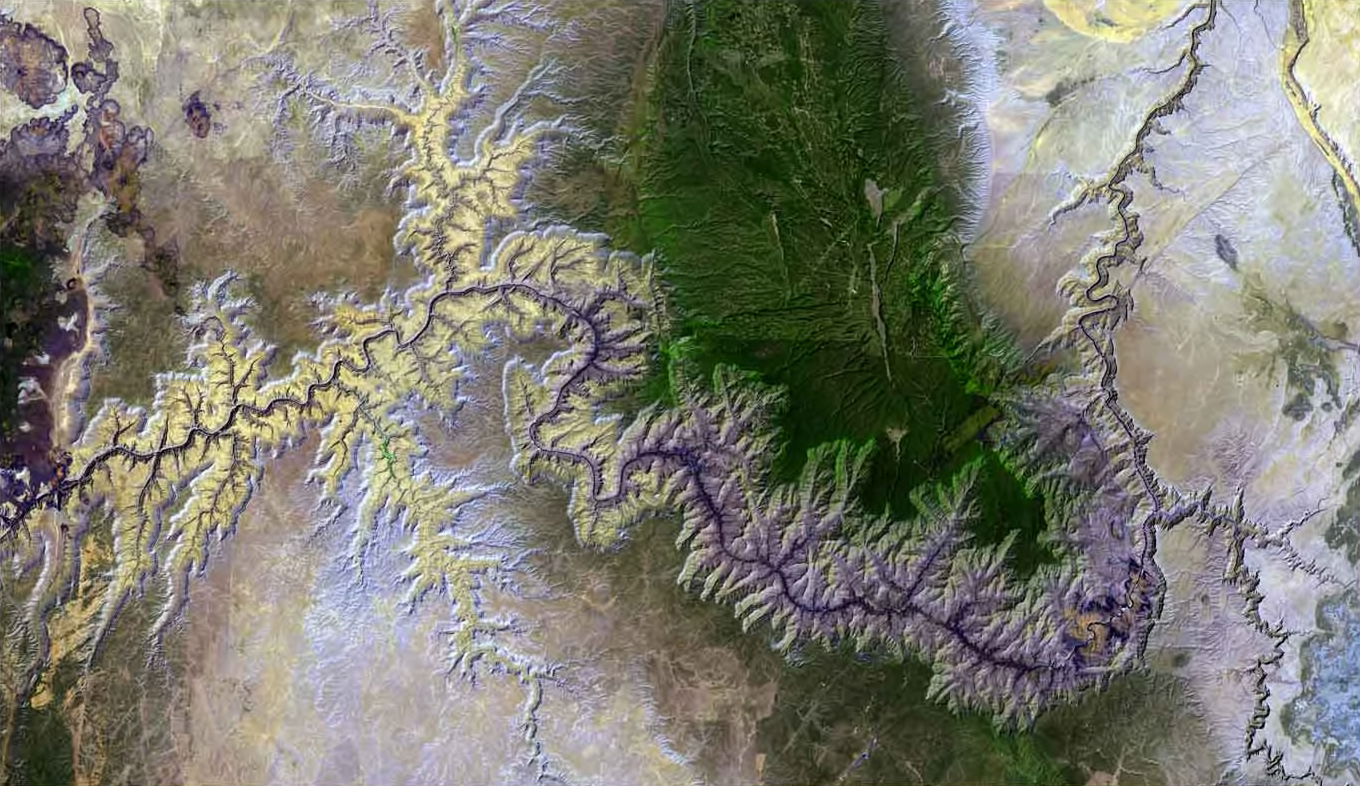
Satellitenfoto des Grand Canyon

Berühmt wurde die wissenschaftliche Expedition des einarmigen John Wesley Powell, der am 24. Mai 1869 mit neun Mann und vier Holzbooten in Green River, Wyoming aufbrach. Nach 1500 km und durch zahlreiche gefährliche Stromschnellen im Green River und im Colorado River kam die Expedition schließlich am 30. August zum Virgin River, dem Endpunkt des Grand Canyon. Zwei Jahre später wiederholte Powell die Fahrt und fertigte genaue Karten und Berichte an. Er gab dem Canyon auch seinen heutigen Namen.

### Entstehung des Nationalparks
Ab den 1880er Jahren wurde der Grand Canyon als touristisches Ziel entdeckt und entwickelt. 1901 erhielt er eine direkte Anbindung durch die Eisenbahn. 
Am 11. Januar 1908 wurde das Gebiet um den Grand Canyon durch US-Präsident Theodore Roosevelt, der sich oft in dem Gebiet aufgehalten hatte, zum National Monument erklärt, bevor es am 26. Februar 1919 als Nationalpark unter Schutz gestellt wurde. Die Einrichtung des Parks gilt als früher Erfolg der Naturschutzbewegung.
Der ganze Park ist seit seiner letzten Erweiterung 1975 etwa 4900 km² groß.
1979 wurde der Grand Canyon in die Liste des UNESCO-Weltnaturerbes aufgenommen.

### Flugzeugabsturz
Am 30. Juni 1956 kollidierten zwei Verkehrsflugzeuge, deren Piloten (damals nicht unüblich) ihren Passagieren den Grand Canyon zeigen wollten, und stürzten nahe einer Flussmündung in den Nationalpark. Alle Insassen starben. Viele Überreste wurden geborgen. Das Gebiet ist für Wanderer gesperrt.

### Sturzflut August 2024
Im August 2024 ereignete sich eine Sturzflut in einem Canyon des Parks. Dadurch wurde über 100 Wanderern und Indigenen der Weg abgeschnitten und sie mussten mit einem Helikopter des Militärs evakuiert werden. Eine Frau wurde in einen Bach gespült, nach ihr wird gesucht.

## Geologie

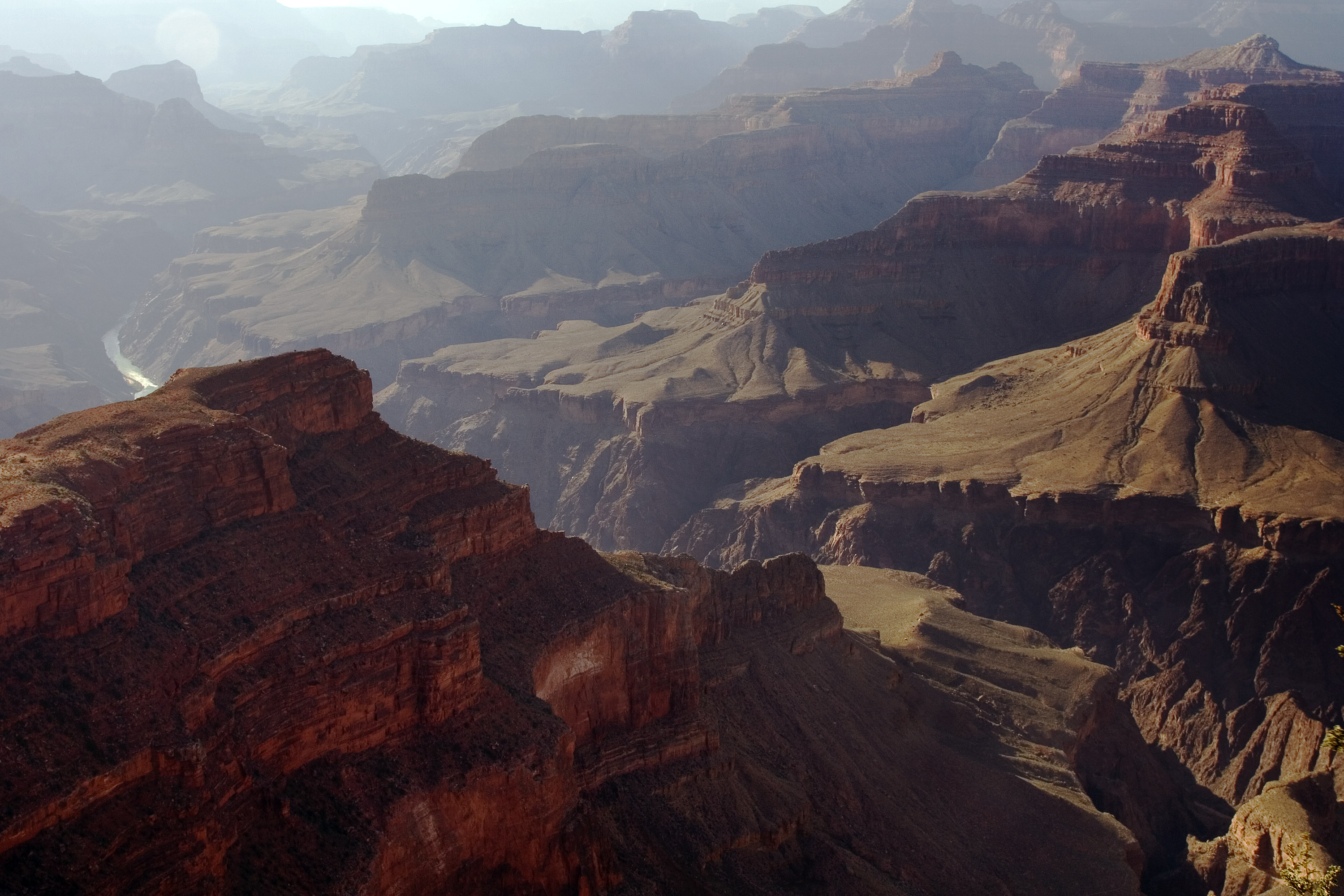
Schluchten des Grand Canyon

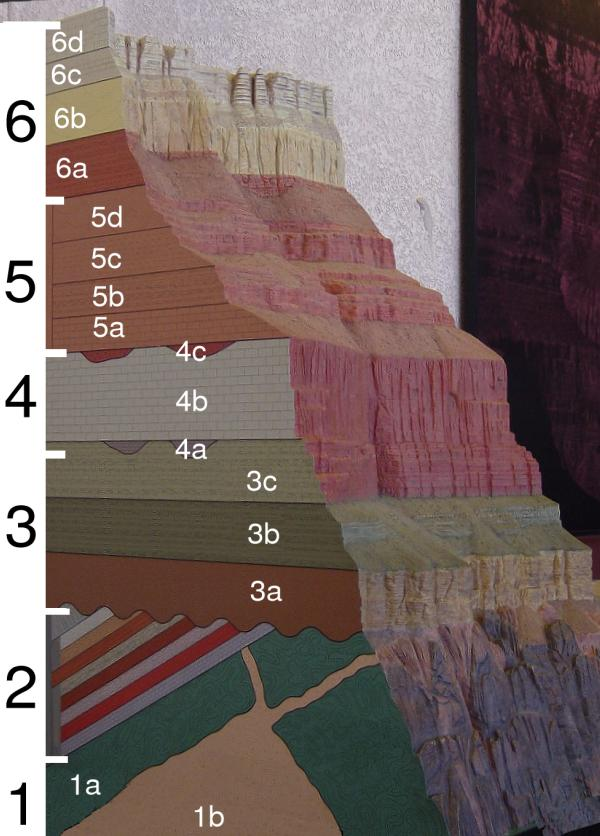
Schichtenfolge des Grand Canyon
1 Vishnu Group
2 Grand Canyon Supergroup
3 Tonto Group
4 Temple Butte, Redwall, Surprise Canyon
5 Supai Group
6 Hermit, Coconino, Toroweap, Kaibab

Die meisten Geologen stimmen überein, dass sich das Einzugsgebiet des heutigen Colorado River (zu dem der Grand Canyon gehört) vor 40 Millionen Jahren gebildet hat. Der Grand Canyon selbst ist höchstwahrscheinlich nicht viel älter als fünf bis sechs Millionen Jahre, wobei der Hauptteil der Tiefenerosion in den letzten zwei Millionen Jahren erfolgte. Ergebnis dieser Erosion ist der Einblick in eine der vollständigsten Schichtenabfolgen unseres Planeten.
Die Abfolge reicht vom metamorphen Grundgebirge (die älteste Datierung liegt zurzeit bei 1,840 Milliarden Jahren Before Present für den Elves Chasm Granite) im tiefsten Bereich der Inner Gorge bis zum 230 Millionen Jahre alten Kaibab Limestone am Canyonrand. Das polymetamorphe Grundgebirge wird diskordant von nicht metamorphen proterozoischen Sedimenten überlagert. Diese wurden später schräggestellt und dann im Kambrium vor ca. 0,5 Milliarden Jahren ihrerseits von einer paläozoischen Schichtenfolge diskordant transgrediert. Daher gibt es keine kontinuierliche Schichtenabfolge, sondern zwei bedeutende (und mehrere kleinere) Schichtlücken.
Viele der Gesteinsformationen kamen entweder in warmen Flachmeeren, in Küstennähe (Strandbereich) oder in Sümpfen zur Ablagerung, synchron mit der mehrmals über den Kontinentalrand von Proto-Nordamerika oszillierenden Küstenlinie. Ausnahmen bilden der Coconino-Sandstein, den viele Geologen als Wüsten-Sanddünen interpretieren sowie Teile der Supai Gruppe.
Die große Tiefe des Grand Canyon (rund 1600 Meter) und die Gesamtmächtigkeit seiner Schichtenabfolge (die meisten Schichten wurden unter Meeresniveau abgelagert) lassen auf eine Heraushebung des Colorado-Plateaus um 1500 bis 3000 Meter schließen. Dieser Hebungsprozess erfolgte im Zuge der laramischen Gebirgsbildung, die vor etwa 65 bis 70 Millionen Jahren einsetzte und die Rocky Mountains entstehen ließ.
Durch die neu entstandene Barriere konnte der Colorado nun nicht mehr in seine ursprüngliche Richtung nach Südosten abfließen. Deshalb grub er sich ein neues Bett quer über das im Entstehen begriffene Colorado-Plateau. Der Fluss bekam jetzt das Schmelzwasser der Rocky Mountains und zusätzlich mit dem größeren Gefälle hatte er wesentlich mehr erosive Kraft, um die Ausfräsung des Grand Canyon zu beginnen.
Der Colorado floss nun durch Bruchzonen im Gestein, die durch die Anhebung des Colorado-Plateaus entstanden waren. Dort trug er das Gestein schneller ab, da es zerrüttet und ineinander verschoben war. Innerhalb von Millionen Jahren grub sich der Colorado immer tiefer ins Gestein ein. Heute arbeitet er an sehr harten und alten (1,8 bis 1,4 Milliarden Jahre) Graniten des Grundgebirges. Da diese Gesteine schwer zu erodieren sind, trägt der Colorado bevorzugt weichere Schichten an den Rändern ab (selektive Erosion). Das hat zur Folge, dass die Schlucht heute mehr in die Breite als in die Tiefe wächst.
Mit der Öffnung des Golfs von Kalifornien vor ca. 5,3 Millionen Jahren wurde die Erosionsbasis des Colorado (oder seines Vorläufers) drastisch abgesenkt, was eine enorme Erhöhung seiner Erosionskraft bewirkte. Im Oberlauf kam es zur Anzapfung anderer Flusssysteme.
Dadurch hatte er bereits vor 1,2 Millionen Jahren schon fast sein jetziges Niveau erreicht.
Während der Eiszeiten herrschten wesentlich niederschlagsreichere Verhältnisse im Einzugsgebiet des Ur-Colorado, als Folge erhöhte sich die Geschwindigkeit, mit der sich der Fluss in die Tiefe einschnitt.
Selbst die vor einer Million Jahren einsetzende vulkanische Tätigkeit am Westrand des Nationalparks (Uinkaret volcanic field), deren Aschen und Laven den Canyon einst verstopften, konnte den Kräften des Flusses auf Dauer nicht standhalten. Noch immer ist diese Stelle anhand der abweichenden Farbgebung gut erkennbar.

## Klima
Im Grand Canyon herrschen von November bis März regelmäßig Minusgrade; von Mai bis September steigt die Temperatur tagsüber regelmäßig über 20 °C; Der Juli ist mit durchschnittlich 29 °C (Tageshöchsttemperatur) der wärmste Monat, während der Januar mit einer Durchschnittstemperatur von −8 °C (Tagestiefsttemperatur) der kälteste Monat ist.
Dabei ist zu beachten, dass es insbesondere im Sommer in der Schlucht wesentlich heißer als an den Rändern ist.
Am Nordrand regnet es im Durchschnitt gesehen erheblich mehr als am Südrand. Am Nordrand fallen jährlich durchschnittlich auch bis zu 5 m Schnee, am Südrand fällt ca. 1,5 m Schnee. Auf der Höhe des Colorado fällt dagegen selten Schnee (weniger als 2 cm im Jahresdurchschnitt). Die Jahresniederschlagssumme am Nordrand beträgt ca. 700 mm/Jahr, am Südrand aber nur 380 mm pro Jahr. Auf der Höhe des Colorados in der Schlucht fallen etwa 180 mm Regen pro Jahr.
Diese Werte (Regen und Klima) sind Durchschnittswerte.

## Ökosysteme

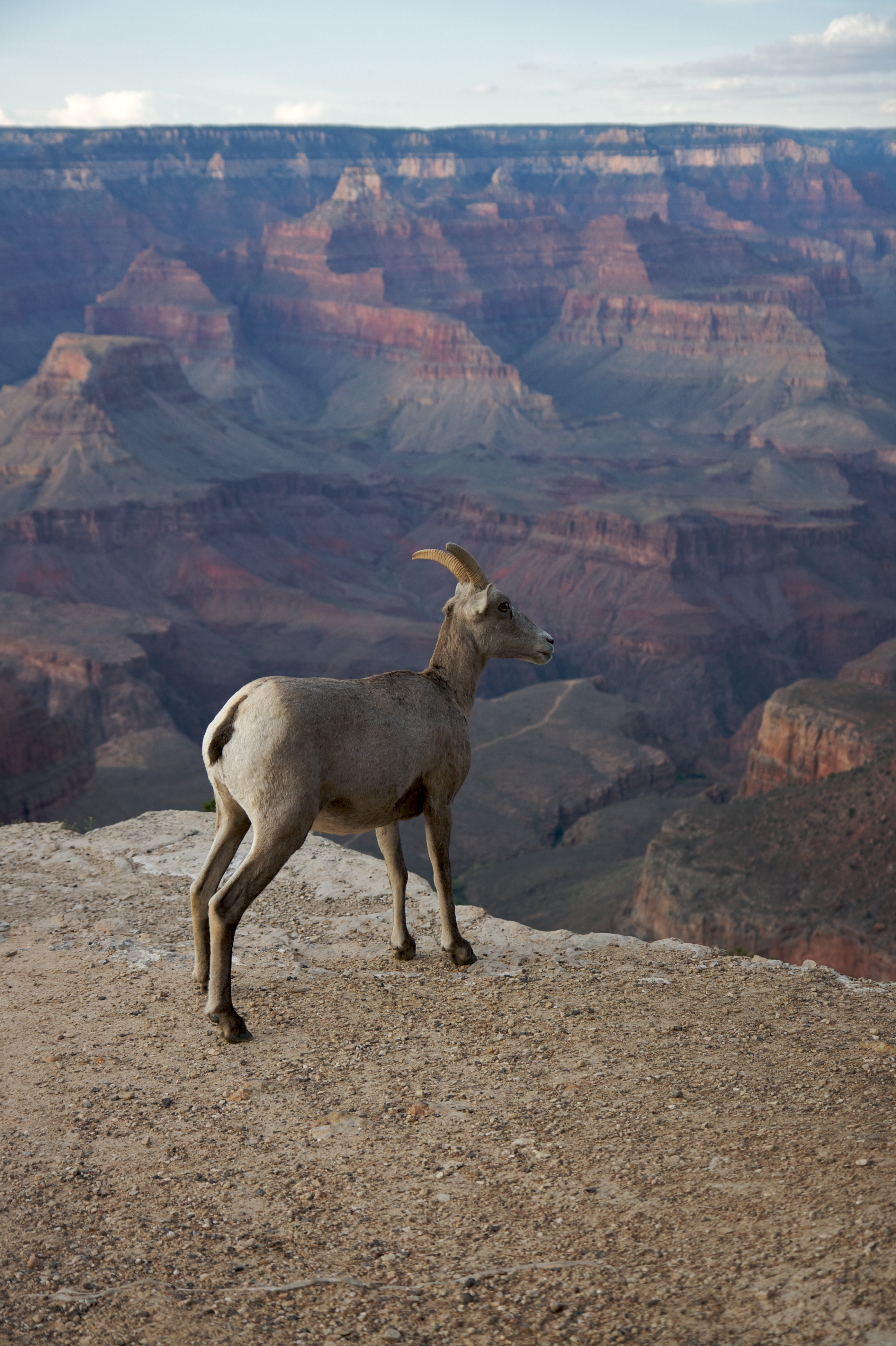
Dickhornschaf am Grand Canyon

Die Vielfalt des Grand Canyon ergibt sich aus den Höhen- und Klimaunterschieden im Canyon und an seinen Rändern, die fünf Vegetationszonen umfassen: den Fluss und die Uferzone, einen Wüstenstreifen im inneren Canyon, die Plateauzone mit Wacholder- und Pinyon-Kiefer-Sträuchern, den Südrand und entsprechende Zonen auf der Nordseite geprägt durch die Gelb-Kiefer und den am höchsten gelegene Nordrand mit einem Fichten-Tannen-Wald. Je nach Exposition und Neigung der Hänge ergibt sich ein Mosaik aus kleinräumigen Lebensräumen mit angepasster Vegetation und der entsprechenden Tierwelt. Bisher sind rund 1500 Pflanzen-, 355 Vogel-, 89 Säugetier-, 47 Reptilien-, 9 Amphibien- und 17 Fischarten nachgewiesen. Dazu kommen mehrere tausend Insekten- und Spinnentierarten und weitere Wirbellose.
Am höchsten Punkt des Grand Canyons auf einer Höhe von 2683 m wächst Nadelwald, während es am Rand der Schlucht schon Mischwald gibt. Unter 1500 m (in der Schlucht) wachsen Kakteen und Sträucher, aber keine Bäume mehr. Direkt am Colorado gibt es Oasen, wo Grasflächen vorhanden sind. Der Rest am Fluss ist Wüste. Insgesamt existieren am und im Grand Canyon mehr als 1500 verschiedene Pflanzenarten, darunter sind 11 Stück als gefährdet anzusehen.
Entlang des Colorado-Flusses selbst gibt es Raubkatzen wie Pumas und Rotluchse, aber auch andere Räuber, wie Katzenfretts, Graufüchse und Kojoten. Weitere Säuger des Canyons sind Dickhornschafe sowie zahlreiche kleine Nagetiere. Maultierhirsche kommen in Trockenzeiten zum Fluss. In den Oasen existieren Reiher, Regenbogenforellen und Frösche. Besonders stolz sind die Verantwortlichen auf die erfolgreiche Wiederansiedlung des 1987 schon beinahe ausgestorbenen Kalifornienkondors. Die Otter scheinen in den letzten Jahren verschwunden zu sein, während die Biberpopulation offenbar angestiegen ist.
In den übrigen Teilen des Nationalparks, der weiteren Umgebung des Canyons, leben 300 verschiedene Vogel- und 76 Säugetierarten. Neben den bereits erwähnten Arten sind hier auch Schwarzbären, Wapitis und Halsbandpekaris zu finden.
Das Ökosystem des Flusses selbst ist seit dem Bau des Glen Canyon Dam 1963 weitgehend von den früheren periodischen Hochwässern abgeschnitten. Um die Umlagerung von Geschiebe, den Aufbau von Sandbänken und die Schaffung freier Sand-, Schotter- und Steinflächen zu fördern, gab es Experimente mit gezielten Flutungen des Canyons durch Öffnen der Stautore in den Jahren 1996, 2004, 2008 und im November 2012. Durch die Flutung sollen insbesondere die Lebensbedingungen des Gila cypha (engl. Humpback chub) verbessert werden, ein vom Aussterben bedrohter Fisch aus den Karpfenartigen, der im eigentlichen Colorado River seit dem Bau der Talsperre ausgestorben ist und nur noch im Nebenfluss Little Colorado River vorkommt. Umweltschützer des Grand Canyon Trust sehen den Nutzen der Maßnahme als längst erwiesen an und fordern regelmäßige Flutungen statt unregelmäßiger Experimente. 2009 wurden Humpback chubs in einem weiteren Zulauf des Colorado Rivers innerhalb des Nationalparks angesiedelt.

## Indianische Kulturen am Grand Canyon

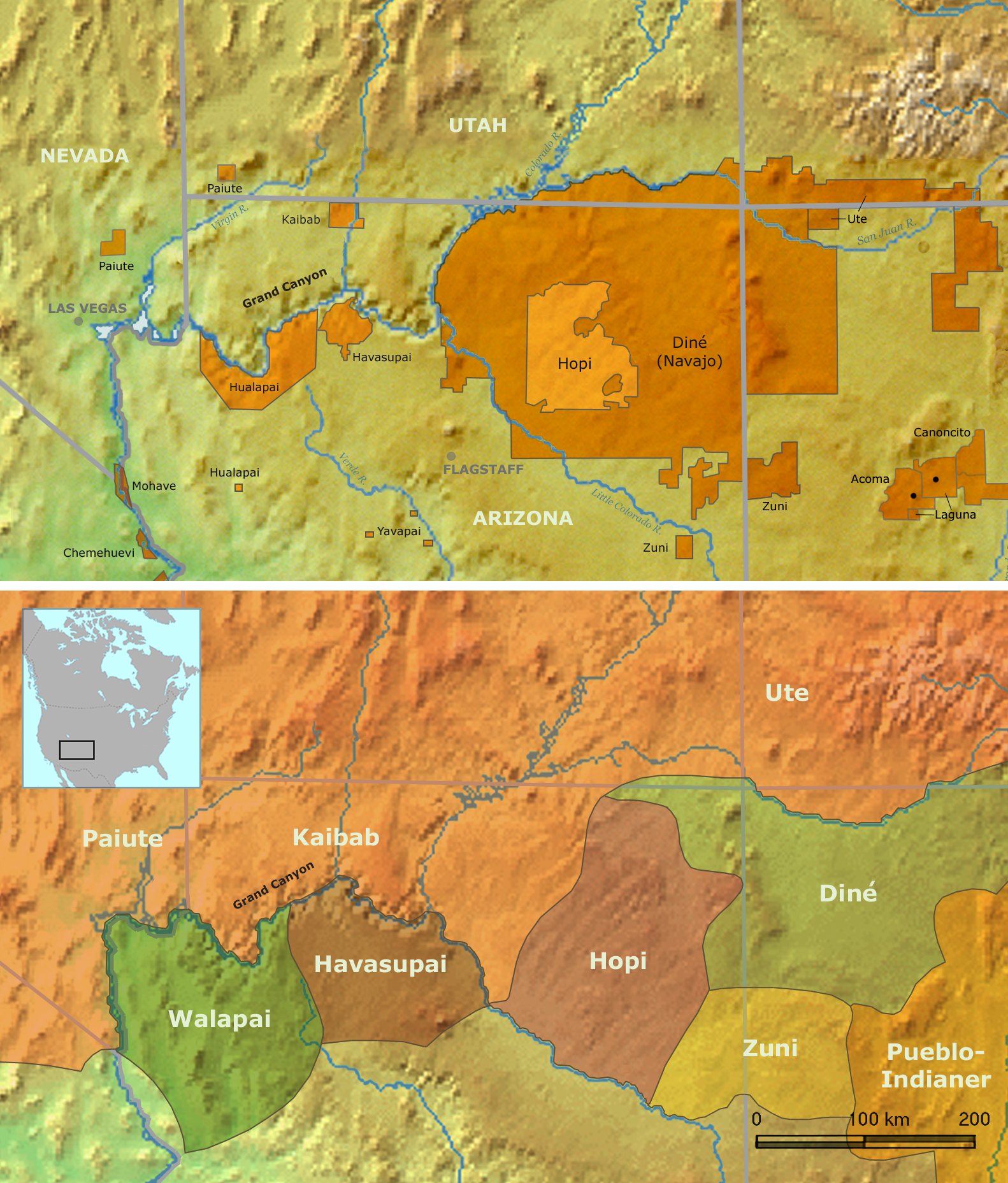
Heutige Indianerreservate (oben) und traditionelle Stammesgebiete (unten) im Bereich des Grand Canyon

### Frühgeschichte
Es besteht Konsens unter den Wissenschaftlern, dass die Frühbesiedlung des amerikanischen Kontinents am Ende der letzten Eiszeit (Pleistozän), also vor etwa 12.000 bis 7000 Jahren begann. Der südliche Rand der Eisplatte verlief zu dieser Zeit ungefähr auf der Linie der heutigen Staatsgrenze zwischen Kanada und den Vereinigten Staaten. Das unmittelbar angrenzende Gebiet war Tundra und ging dann in ein ausgedehntes Waldgebiet über. Die ersten Einwanderer trafen offenbar auf eine artenreiche Tierwelt im ausgehenden Pleistozän. Wann genau allerdings die ersten Menschen über die Beringstraße, damals eine Landbrücke, nach Nordamerika kamen, ist einer der großen archäologischen Streitpunkte.
Wissenschaftler bezeichnen die Zeit zwischen 7000 v. Chr. bis zur Lebenszeit Christi als die Periode der Wüstenkultur oder Desert Cultures. Bereits in dieser Zeit lebten Menschen im Bereich des Grand Canyon. Die Angehörigen dieser Jäger- und Sammlerkultur hatten die Steppen und Wüsten Nordmexikos und den Südwesten der USA besiedelt. Die Ernährungsgrundlage für diese Völker, die Körbe und Sandalen herstellen konnten und mit Speerspitzen aus Stein auf die Jagd gingen, stellte die Kleintierjagd sowie die intensive Suche nach essbaren Pflanzen, Wildgetreide, Knollengewächsen und Beeren dar. Sie errichteten dauerhafte Grubenhäuser, runde oder viereckige Erdlöcher, die mit Zweigen und Schlamm bedeckt waren und Pithouses genannt werden.
Zwischen 1200 v. Chr. bis etwa 400 n. Chr. lebten die Basketmaker in der Region. Der Name bezieht sich auf die typischen Korbwaren in Wulsttechnik, die sich im trockenen Klima des Südwestens gut erhalten haben. Sie sind eine Vorstufe der Anasazi-Kultur mit Fundstellen auf dem südlichen Colorado-Plateau.

### Anasazi
Bis etwa 700 v. Chr. lässt sich die Kultur der Anasazi zurückverfolgen. Die Anasazi waren auf dem Colorado-Plateau in den heutigen Bundesstaaten Arizona, Utah, Colorado und New Mexico beheimatet und lebten zunächst als Jäger und Sammler, später aber ernährten sie sich teilweise vom Anbau von Mais und Bohnen und der Zucht von Truthähnen. Sie wohnten zuerst in Grubenhäusern und danach in Pueblos, die aus ungebranntem Lehm (Adobe) erbaut wurden. Die Grubenhäuser wurden zu Kultstätten ausgebaut, den Kivas, die man genauso wie die verlassenen Pueblos an zahlreichen Stellen im Südwesten findet. Viele der Anasazi-Siedlungen sind im Schutz der trockenen Wüstenluft erhalten geblieben, andere wurden restauriert.
Im 14. und 15. Jahrhundert kam es zu umfangreichen Bevölkerungsbewegungen, deren Gründe man bis heute nicht vollständig erklären kann. Ab 1276 herrschte auf dem Colorado-Plateau eine außergewöhnliche Trockenheit; beinahe ein Vierteljahrhundert lang fiel kaum ein Tropfen Regen. Dies zwang die Anasazi vermutlich zum Verlassen ihrer Siedlungen. Sie zogen zu den Hopi-Mesas im nördlichen Arizona, zum Zuni River und zum Rio Grande. Die heutigen Hopi und die Pueblo-Indianer gelten als Nachfahren dieses Volkes.

### Indianerkulturen der Neuzeit

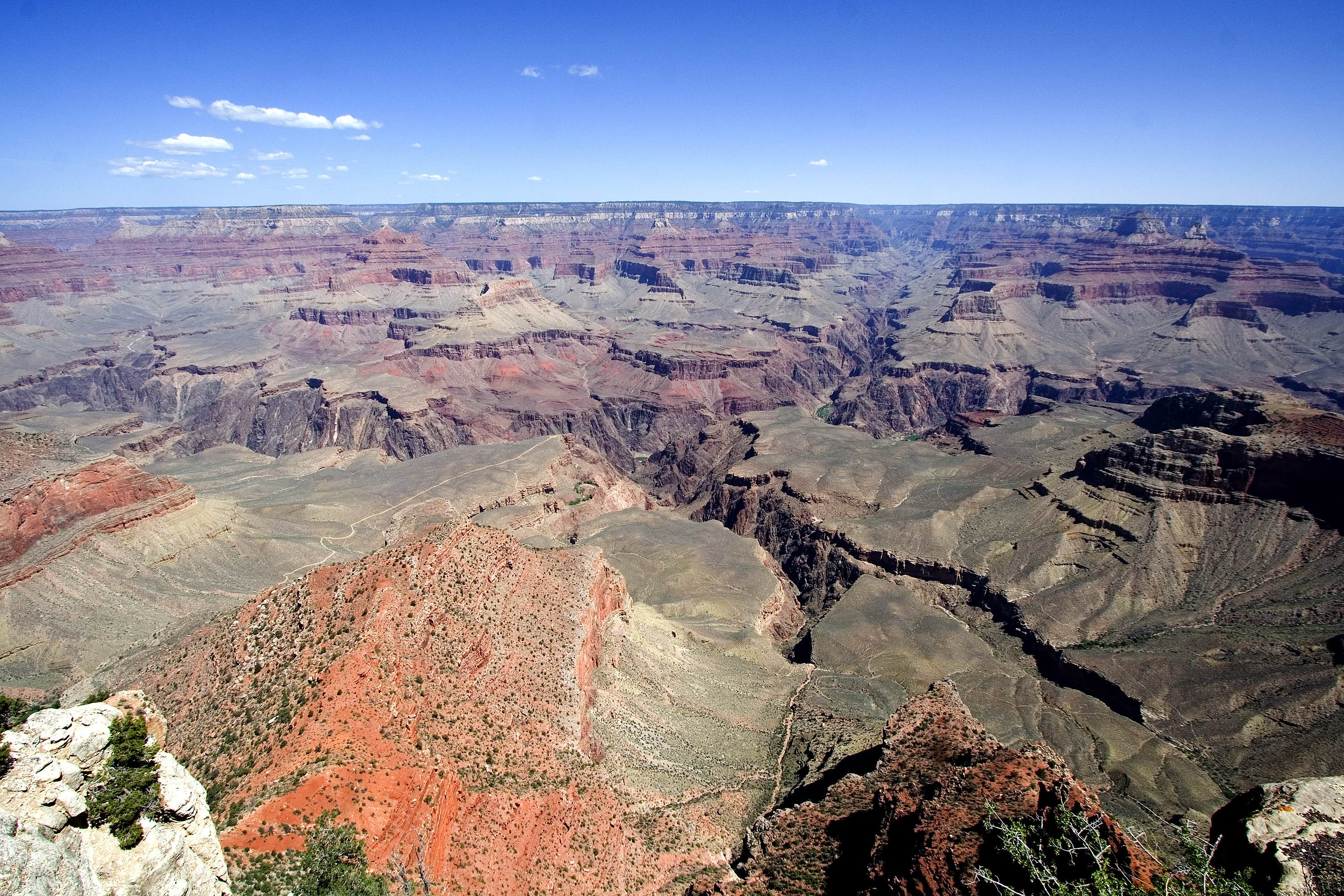
Der Bright Angel Trail (links im Bild)

Nachdem die Anasazi das Gebiet des Grand Canyon verlassen hatten, erschienen von Norden her athapaskisch sprechende Nomaden, die Apachen und Navajo, während von Süden und Westen her die Yuma, Zuñi und Hopi das Land besiedelten und sich in ihren traditionellen Stammesgebieten niederließen. Die reiche mündliche Überlieferung der meisten Stämme über diese Zeit wird von ausführlichen Ursprungs- und Wanderlegenden eingeleitet. Zu den Stämmen im Gebiet des Grand Canyon gehören die Walapai, Havasupai, Hopi, Navajo und Kaibab.
Walapai
Die Walapai oder Hualapai sind ein Yuman sprechender Stamm aus der Hokan-Sprachfamilie und ihr traditionelles Stammesgebiet erstreckte sich vom Bill Williams River im Süden bis zum Grand Canyon im Norden und reichte im Westen bis zum Colorado. Die Walapai waren ein kleiner Stamm, dessen Gesamtbevölkerung die Tausend nicht überschritt. Ihre winzigen Siedlungen bestanden gewöhnlich aus zwei oder drei Familien und waren auf dem wasserarmen Plateau überall dort anzutreffen, wo ein ständiger Wasservorrat zu finden war. Die Walapai betrieben etwas Feldbau, ernährten sich aber überwiegend von Wild und essbaren wilden Pflanzen. Heutzutage ist Viehzucht ihre wichtigste Lebensgrundlage und das Stammeseinkommen erwirtschaftet man aus Holzverkäufen. Wegen der begrenzten natürlichen Ressourcen müssen die meisten Walapai die Reservate verlassen, um ihren Lebensunterhalt zu verdienen. Die Volkszählung im Jahr 2000 ergab 1353 Walapai, davon 425 ständige Bewohner in der Hualapai Reservation. Die Walapi betreiben den Erlebnispark Grand Canyon West außerhalb des Nationalparks. Dort findet man auch den im Frühjahr 2007 eröffneten Grand Canyon Skywalk, der den Besuchern erlaubt, auf einer stählernen Brücke in Form eines Hufeisens, mit gläsernem Boden und Geländer, 1200 Meter über dem Boden des Grand Canyon zu stehen.
Havasupai
Auch die Havasupai sprechen Yuman wie ihre westlichen Nachbarn, die Walapai, von denen sie sich im 12. Jahrhundert getrennt hatten. Um Schutz vor möglichen Angreifern zu suchen, zogen sie auf den Boden des Grand Canyon. Noch heute sind sie der isolierteste Indianerstamm in den Vereinigten Staaten. Ihr Reservat im Havasu Canyon kann man nur zu Fuß oder auf dem Pferderücken über zwei lange Trails erreichen, die vom Rand des Canyons hinunterführen. Früher bewohnten die Havasupai den Canyonboden nur in den Frühlings- und Sommermonaten, um ihre winzigen Gärten zu bestellen. Nach der Ernte im Herbst zogen sie in ihre Winterquartiere auf dem Plateau, wo sie Hirsche, Antilopen und Bergschafe jagten. In den Wintermonaten wurde das Flusstal kalt und dunstig, weil die steilen Canyonwände den Sonnenschein nicht hereinließen. Das Verbrennen der Toten mit anschließender Vernichtung deren persönlichen Eigentums, eines von mehreren bei den Yuma üblichen Ritualen, wurde bis 1895 praktiziert, bis das Bureau of Indian Affairs diesen „unzivilisierten“ Brauch untersagte. Der US-Zensus 2000 zählte 634 Angehörige, von denen 404 noch die traditionelle Stammessprache beherrschten.
Hopi
Die Hopi sind die westlichste Gruppe der Pueblo-Indianer und leben heute im nordöstlichen Arizona in einem 12.635 km² großen Reservat, das eine Enklave im wesentlich größeren Reservat der Navajo darstellt. Sie wohnen in Dörfern, die auf aus dem Colorado-Plateau emporragenden Mesas liegen, und sprechen einen Shoshone-Dialekt aus der uto-aztekischen Sprachfamilie. Die Hopi betrieben früher Ackerbau und züchteten Schafe. Vorwiegend wurde Mais angebaut, aber sie pflanzten auch Bohnen, Squash, Melonen und eine Reihe weiterer Gemüse und Früchte. Sie sind als ein tief religiöses Volk bekannt und Jungen und Mädchen begannen ihre zeremonielle Laufbahn bald nach dem vollendeten sechsten Lebensjahr mit der Einführung in den Kachinakult. Hopi-Kachinas waren maskierte Nachahmungen einer großen Anzahl von Göttern und Geistern sowie gestorbener Ahnen, die von Männern dargestellt wurden. Das bekannteste aller Hopi-Rituale ist der Ende August durchgeführte Schlangentanz, in dem die Akteure mit lebenden Schlangen im Mund tanzen. Tatsächlich sehen die Zuschauer nur einen kurzen, jedoch aufregenden Ausschnitt einer längeren Zeremonie, von der das meiste geheim in Kivas zelebriert wird.
Das Reservat der Hopi ist seit den 1960er Jahren immer wieder stark bedroht, da es Ansprüche auf die dort befindlichen Bodenschätze durch weiße Großunternehmen gibt. Jedoch konnten sich die Hopi bisher diesem Druck, auch durch eine sehr gute Öffentlichkeitsarbeit, widersetzen.
Navajo
Die Navajo, in ihrer eigenen Sprache auch Diné, sind mit 338.443 Angehörigen (laut Zensus von 2005) der größte aller indianischen Völker in den Vereinigten Staaten und leben größtenteils im mit 69.650 km² größten Reservat im Norden Arizonas und New Mexicos. Die Navajo sprechen wie die Apachen eine Athabasken-Sprache. Die einstigen Nomaden sind im Laufe der Jahrhunderte stark von den benachbarten Puebloindianern beeinflusst worden, mit der Folge, dass der Ackerbau zur wichtigsten Grundlage ihrer Subsistenz wurde. Doch die Region ist überwiegend trocken und ließ generell nicht genügend Ackerbau und Viehzucht zu, um für alle den Lebensunterhalt zu sichern. Tausende verdienen sich deshalb ihr Einkommen als Arbeiter fern vom Navajoland und eine beträchtliche Zahl hat sich auf bewässertem Land am Colorado und an solchen Orten wie Los Angeles und Kansas City niedergelassen.
Das religiöse System der Navajo ist vielfältig. Die komplexen Riten erfordern einen Spezialisten, den man nach seinem Können und der Länge der Zeremonien bezahlt. Die meisten Riten werden vorwiegend zur Heilung körperlicher oder seelischer Krankheiten inszeniert. Bei anderen Zeremonien gibt es einfache Gebete und Gesänge, und man fertigt Trockenmalereien aus Pollen und Blütenblättern an. In manchen Fällen gibt es öffentliche Tänze und Vorführungen, zu denen sich Hunderte oder Tausende von Navajo und Besucher versammeln.
Die Navajo unternahmen regelmäßig Raubzüge gegen Nachbarvölker und weiße Siedler, auch wenn dies nie den Umfang ihrer kriegerischen Verwandten, der Apachen, annahm. Sie galten als gefährlich genug, so dass Colonel Kit Carson 1863 schließlich den Befehl zu ihrer Unterwerfung erhielt. Mehr als 8000 Diné wurden im Jahr 1864 beim 480 km Langen Marsch in die Gefangenschaft nach Bosque Redondo im Süden New Mexicos gebracht.
Kaibab
Die Kaibab sind ein Zweig der Southern Paiute, der zur uto-aztekischen Sprachfamilie gehört und am North Rim des Grand Canyon im nordwestlichen Arizona sowie im südlichen Utah und südöstlichen Nevada lebte. Die Lebensgrundlage der Kaibab bildete das Sammeln von Nahrung. Sie führten ein halbnomadisches Leben, um zu den ergiebigsten Stellen zu gelangen, an denen die Wildpflanzen wuchsen. Ihr reichlicher Verzehr an genießbaren Wurzeln trug ihnen den verächtlichen Namen „Diggers“ von den Weißen ein, aber sogar die überheblichsten Amerikaner mussten anerkennen, dass die Paiute in einem Land existieren konnten, wo ein Weißer ganz schnell verhungern würde. Nichts Essbares blieb unbeachtet: Kiefernsamen, wilder Grassamen, sogar Heuschrecken und Raupen. Großes Wild gab es kaum, sodass die Indianer Kaninchen, Vögel, Präriehunde und Mäuse fangen mussten. Das Kaibab-Reservat wurde 1917 eingerichtet. Das Land ist nur für die Viehzucht geeignet, obwohl einige Gärten bestellt werden. Ihren Lebensunterhalt verdienen sich diese Indianer mit einer stammeseigenen Herde und Lohnarbeit. Die Volkszählung von 2000 ergab 196 Stammesangehörige, die in dem 487 km² großen Reservat leben.

## Aktivitäten
Am beziehungsweise im Grand Canyon bieten sich verschiedene Aktivitäten an. Einen guten „Überblick“ bietet ein Rundflug von dem kleinen, am Südrand gelegenen Flughafen oder von Las Vegas aus.

### Aussichtspunkte
Eine häufige Aktivität besteht darin, die verschiedenen Aussichtspunkte anzusteuern und dabei das ein oder andere Stück des Canyonrandes zu Fuß zu erkunden. Hierzu wird der Rand des Grand Canyon hauptsächlich in zwei Gebieten, in der Umgebung des am Südrand gelegenen „Grand Canyon Village“ und in der Umgebung des am Nordrand gelegenen „Bright Angel Point“, an dem das dortige Informationszentrum liegt, durch Straßen erschlossen. Am Südrand ist ein 11 km langes Stück des Randes vom „Grand Canyon Village“ Richtung Westen zu „Hermits Rest“ ausschließlich mit Pendelbussen zugänglich („West Rim Drive“). Die für PKWs zugängliche Hauptstraße vom „Grand Canyon Village“ folgt 42 km Richtung Osten bis zum Aussichtspunkt „Desert View“ dem Verlauf des Canyons („East Rim Drive“).

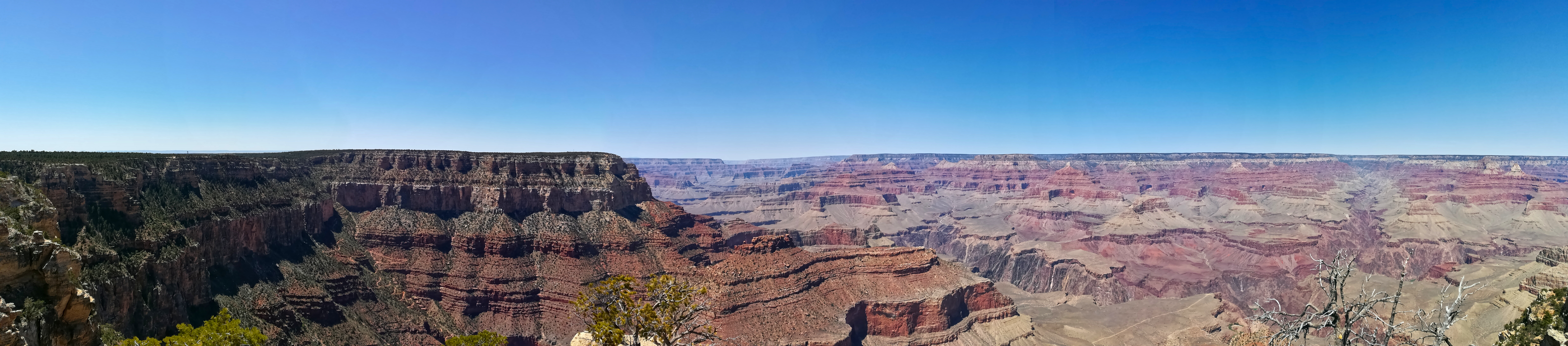
Eine Panoramaansicht vom South Rim

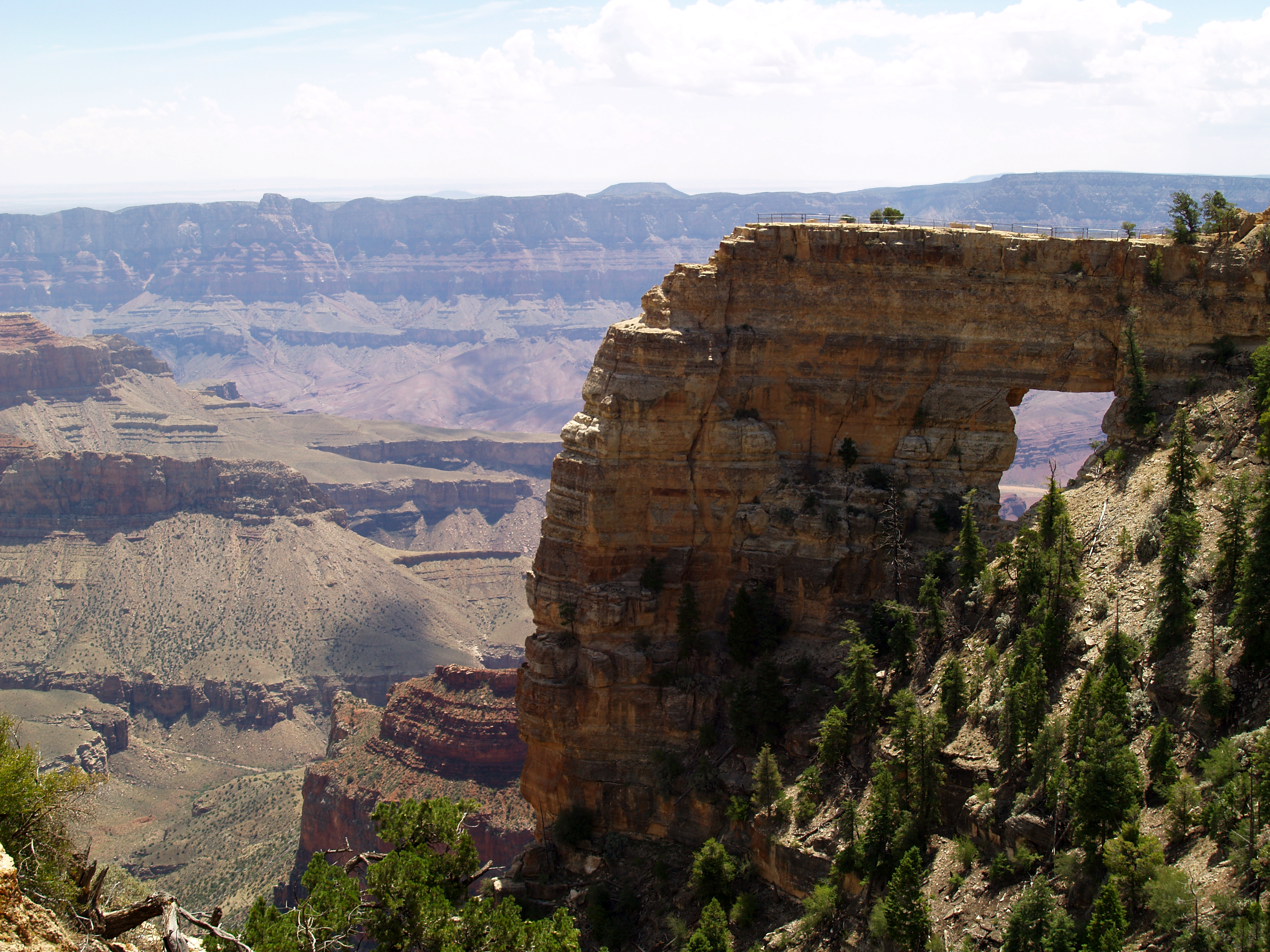
Angels Window am Cape Royal

Am Nordrand ist der Bright Angel Point zugänglich, wobei sich schon bei der Zufahrt stellenweise gute Ausblicke in Seitencanyons ergeben. Die Straße vom „Point Imperial“ bis zum „Cape Royal“ folgt auf 29 km dem Canyonrand. An diesem südlichsten Aussichtspunkt des North Rim sieht man unter anderem den Steinbogen des Angels Window. Diese Felsformation entstand durch Witterungseinflüsse. Regen, Wasseransammlungen, Eis, Wind etc. höhlten den Übergang zum Aussichtspunkt aus, sodass ein Fenster entstand.
Daneben sind einzelne Punkte am Canyon über Schotterpisten erreichbar, insbesondere der am Nordrand gelegene „Point Sublime“, ein am Südrand gelegener Punkt im Havasupai-Reservat, von dem aus die im Canyon selbst liegende Indianersiedlung Supai zu Fuß, per Maultier oder per Helikopter erreicht werden kann, sowie ein ebenfalls am Südrand gelegener Punkt im Reservat der Hualapai, an dem 2007 der Grand Canyon Skywalk eröffnet wurde.
Um möglichst verschiedene Eindrücke des Canyons zu gewinnen, sind große Entfernungen zurückzulegen. Der Fußweg vom „Grand Canyon Village“ am Südrand zum „Bright Angel Point“ am Nordrand geht über 34 km, mit einem Fahrzeug sind jedoch 354 km zurückzulegen, da es keine Brücke über den Canyon gibt. Der Skywalk ist 390 km vom „Grand Canyon Village“ entfernt.
Nachdem im Juli 2025 ein Waldbrand die gesamte Infrastruktur am North Rim, mit Lodge, Hütten, Besucherzentrum, Cafeteria, Laden, Tankstelle, Personalwohnungen und Versorgungseinrichtungen zerstört hat, bleibt der North Rim für den Rest der Saison 2025 geschlossen. Die Einrichtungen am Boden des Canyons sind auf unbestimmte Zeit gesperrt.

### Wanderungen
Für sportlichere Menschen bietet sich eine Wanderung in den Canyon oder im Canyon an. Für Übernachtungen innerhalb des Grand Canyon benötigt man eine Erlaubnis („Permit“). Sie kann frühestens vier Monate vor dem geplanten Termin beantragt werden. Die Zahl der Permits ist begrenzt. Für solche Touren gelten strenge Regeln, deren Einhaltung durch die Park Ranger überwacht wird. Tagestouren sind dagegen ohne Erlaubnis möglich.
Es gibt eine große Anzahl von Wegen im Canyon: Am bekanntesten (und meistbegangen) sind der South Kaibab Trail und der Bright Angel Trail vom Südrand zum Fluss, bzw. der North Kaibab Trail vom Nordrand entlang des Bright Angel Creek zum Fluss.

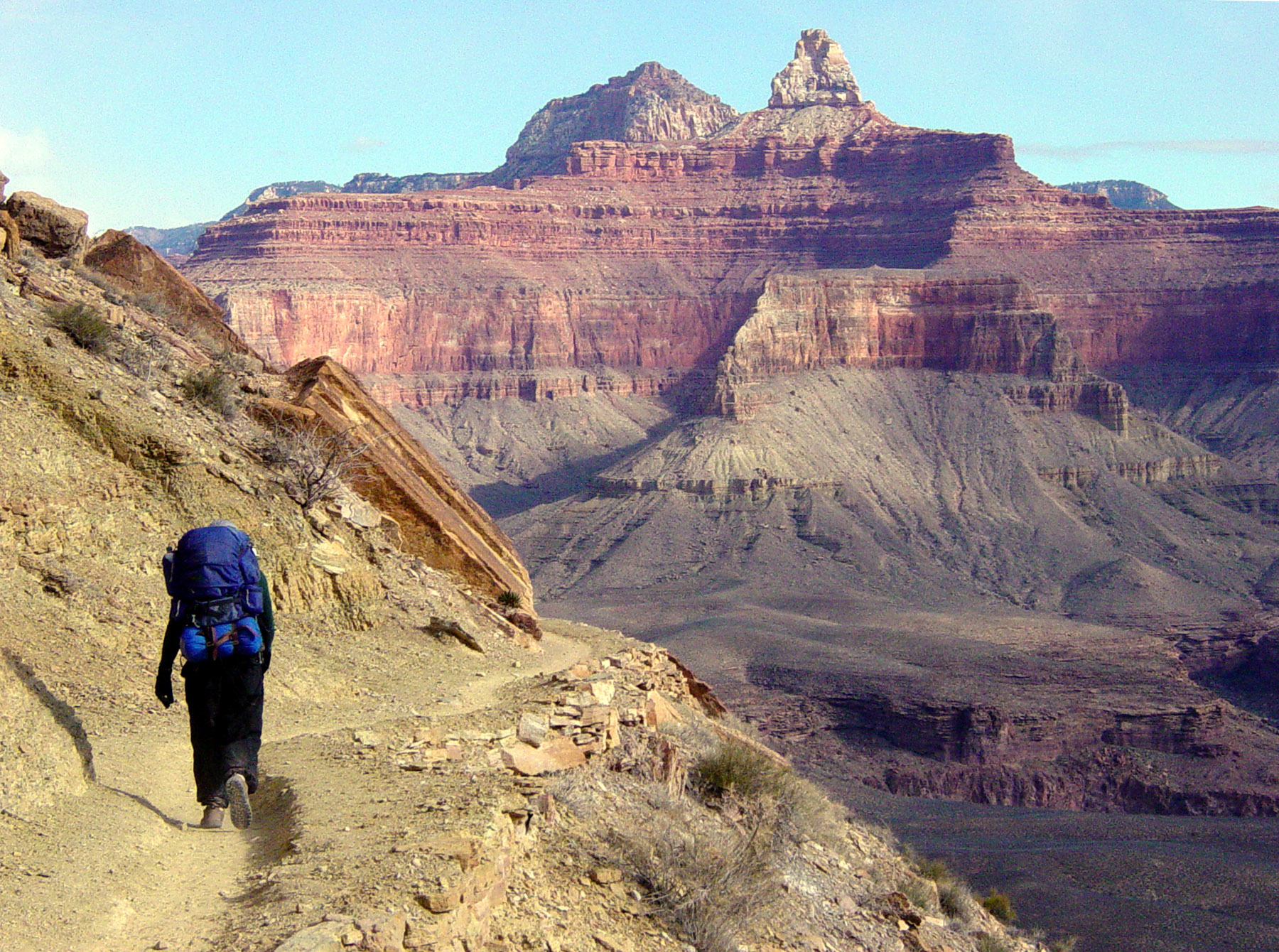
Unterwegs im Grand Canyon

Wanderungen von einem der Ränder des Tals bis an den Fluss führen über 1400 Höhenmeter, durch fünf Klimazonen und etwa 1,7 Milliarden Jahre Erdgeschichte. Im Sommer kann auch bei moderaten Temperaturen am Canyonrand im Inneren der Schlucht eine erhebliche Hitze herrschen. Selbstüberschätzung oder unzureichende Ausrüstung einiger Wanderer führen Jahr für Jahr zu komplizierten Rettungsaktionen und sogar zu Todesfällen. Nur am North Kaibab Trail und am Bright Angel Trail ist Trinkwasser verfügbar. Einige Unternehmen bieten Wanderritte durch die Schluchten des Grand Canyon auf Pferden oder Maultieren an.

### Bootstouren
Einen ausgiebigen Blick vom Fluss aus bieten Bootsfahrten. Da der Fluss nur an wenigen Stellen zugänglich ist, sind innerhalb von ein bis zwei Tagen entweder der nordöstliche Teil stromaufwärts von Lee’s Ferry oder der westliche Teil zwischen dem Diamond Creek (im Reservat der Hualapai) und der Einmündung in den Lake Mead (vor allem South-Cove-Ausstieg) zu befahren. Eine Fahrt von Lee’s Ferry bis zum Diamond Creek durch den zentralen Teil des Grand Canyon (364 km oder 226 Meilen) dauert drei oder mehr Tage. Üblich sind auch Befahrungen, während derer unterwegs für kleinere Wanderungen und/oder Klettereien angehalten wird und für die entsprechend mehr Zeit veranschlagt wird.

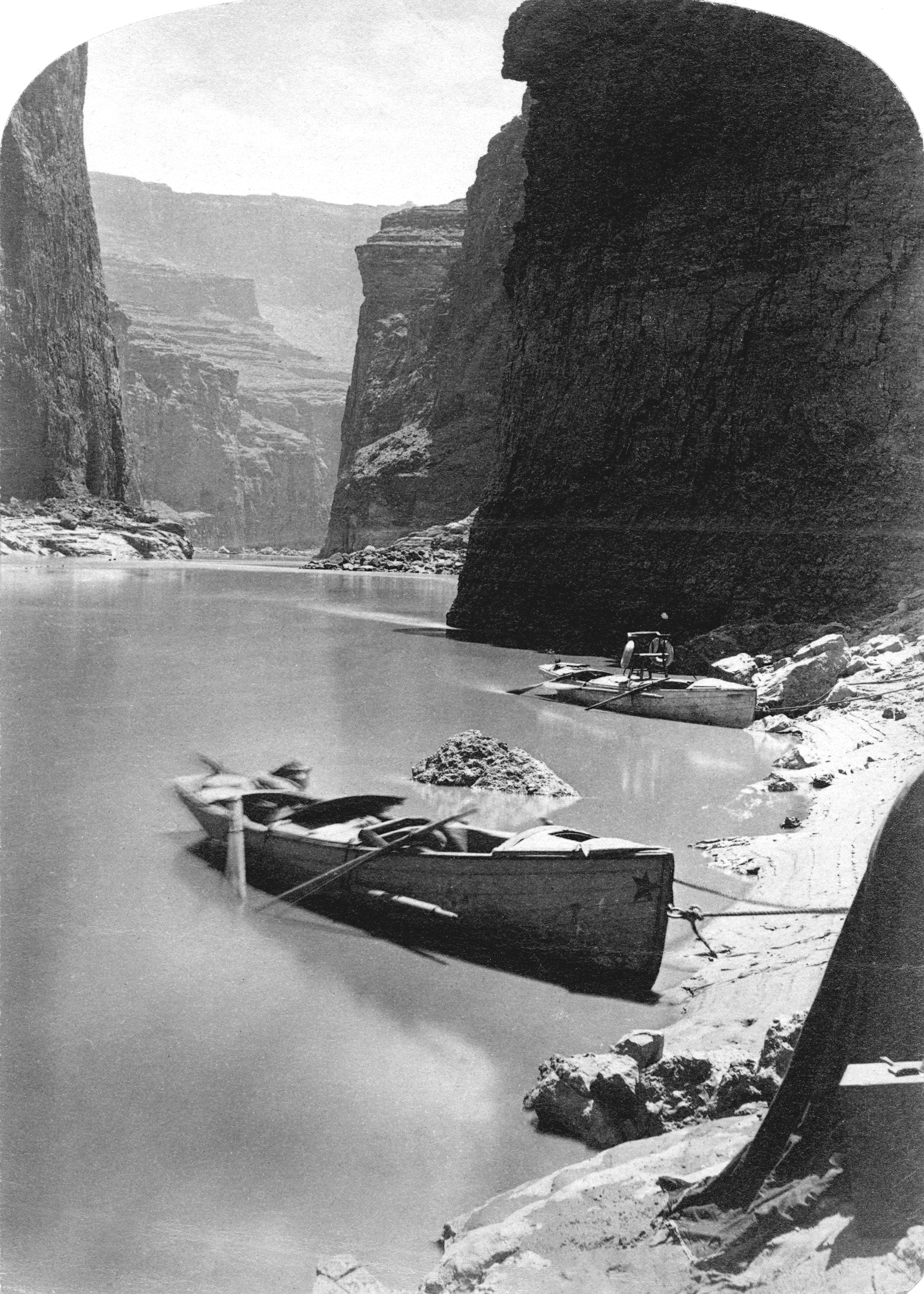
Die während der zweiten Powell-Expedition 1872 eingesetzten Boote waren offen, wenig robust und nicht sehr wendig.

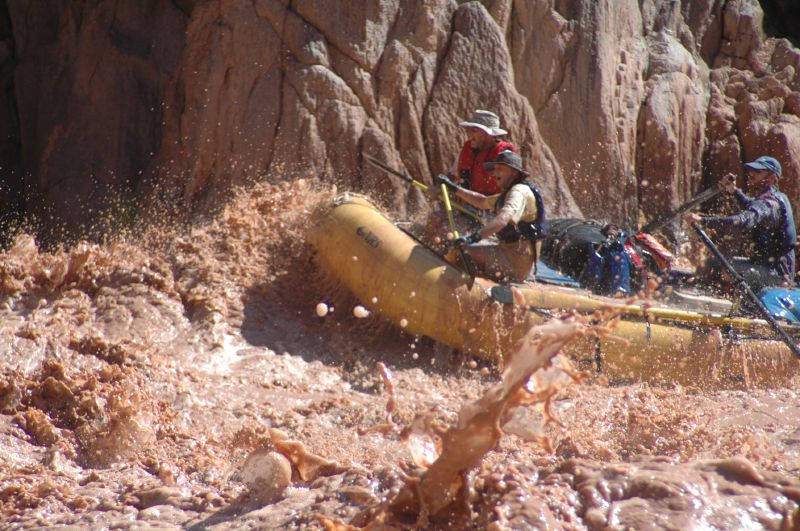
Moderne Rafter auf einer der (schlammgefärbten) Stromschnellen des Colorado River

Bootstouren werden vor allem der Aussicht und der Berühmtheit des Grand Canyon wegen unternommen. Außerdem bietet der Colorado auch Wildwasser, dazwischen liegen allerdings lange Strecken ruhigen Wassers. Für den am häufigsten gepaddelten Flussabschnitt zwischen Lee’s Ferry bis Diamond Creek (364 km) listet die amerikanische Wildwasser-Organisation American Whitewater nur 31 benannte Stromschnellen der Stufen II+ bis IV+ auf der VI-stufigen Wildwasserschwierigkeitsskala auf; auf den oft angehängten nächsten 83 km (59 Meilen) folgen sogar nur noch zwei weitere namentlich genannte Stromschnellen (Stand: Januar 2010).
Seinen bis heute weit verbreiteten Ruf als extrem schwierigen Fluss für Rafting oder Wildwasserkanufahrten schuldet der Colorado hingegen hauptsächlich der Vergangenheit: Zum einen war seine Kraft tatsächlich größer, bevor er durch den Hoover- und den Glen Canyon Dam reguliert wurde. Zum anderen hat sich der Wildwassersport in den letzten 100 Jahren stark weiter entwickelt; mit modernen Wildwasserkanus, moderner Paddeltechnik – unter anderem der Eskimorolle – und nicht zuletzt moderner Sicherheitsausrüstung (Helme und Schwimmwesten) sind die Stromschnellen des Colorado, die zu Zeiten von Powells Expeditionen noch ehrfurchteinflößend waren, für erfahrene Wildwassersportler nichts Außergewöhnliches mehr. Die Herausforderung des Flusses bilden heute seine noch immer eindrucksvolle Wassermenge (Volumenstrom) und vor allem seine relative Abgeschiedenheit, deretwegen schweres Gepäck für mehrere Tage mitgenommen wird, was die Boote schlechter manövrierbar macht. Kajakfahrer sind allerdings häufig mit Begleitrafts unterwegs, auf die Ausrüstung und Essen geladen werden. Dadurch ist die Befahrung selbst mit kleinen Spielbooten möglich, die für das nötige Gepäck weder genug Platz noch genug Auftrieb bieten würden.

## Umweltgefahren
Die Regulation des Colorados durch den Bau des Glen Canyon Dam und viele niederschlagsarme Jahre seit 2000 haben zu einer deutlichen Verringerung der Wassermenge geführt. Dadurch sind breite Strände entstanden, die jedoch nicht dem natürlichen Ökosystem des Canyons entsprechen und sich daher negativ auf die Lebenswelt auswirken. Der Canyon wurde bereits mehrmals geflutet, um die Folgen der anthropogenen Eingriffe zu minimieren.

## Musik
- Ferde Grofé: Grand Canyon Suite (1929–1931) mit den Sätzen Sunrise, The Painted Desert, On the Trail, Sunset und Cloudburst. Analogaufnahme in Vinyl mit dem London Festival Orchestra unter Leitung von Stanley Black: Liner SPC 21002.
- Paul Winter Consort: Canyon. An verschiedenen Stellen des Nationalparks aufgenommen mit den folgenden Sätzen: 1.: Grand Canyon Sunrise 2.: Morning Echoes 3.: Bright Angel 4.: Raven Dance 5.: Bedrock Cathedral 6.: River Run 7.: Elves’ Chasm 8.: Sockdolager 9.: Air 10.: Grand Canyon Sunrise.
- Paul Winter: Canyon Lullaby (1995–1997; Solo-Album aufgenommen im Grand Canyon).

## Filmdokumentationen
- Grand Canyon. Dokumentarfilm von James Algar zur Grand Canyon Suite von Ferde Grofé. USA 1958, Walt Disney, 29 Minuten.
- Grand Canyon: The Hidden Secrets. Dokumentarfilm von Kieth Merrill im IMAX-Format. USA 1984, Cinema Group Ventures / Investmore Ltd. / World Cinemax, 35 Minuten.
- Grand Canyon Adventure: River at Risk. Dokumentarfilm von Greg MacGillivray im IMAX-3D-Format. USA 2008, MacGillivray Freeman Films, 44 Minuten.
- Grand Canyon: Abenteuer Erdgeschichte. Dokumentarfilm von Vincent Perazio. Frankreich 2024, 93 Minuten.